# Balle (criminalità)
Con il nome Balle vengono identificati alcuni gruppi criminali che operarono nella città di Bologna durante la seconda metà del XIX secolo, in quelli che furono gli ultimi anni dello Stato Pontificio e nel primo periodo del Regno d'Italia, in seguito all'Unità d'Italia.

## Storia
Il nome fa riferimento ad una sorta di corporazioni organizzate tra i lavoratori, per sostenere alcune attività e le famiglie in caso di bisogno. In particolare, i primi ad organizzarsi in questi gruppi furono coloro che esercitavano la professione di facchini. In seguito al deteriorarsi della situazione economica e di ordine pubblico, negli ultimi anni di dominio dello Stato Pontificio sulla città di Bologna, alcuni di questi gruppi iniziarono ad esercitare una vera e propria attività criminale.
La situazione andò degenerando nei primi anni successivi all'Unità d'Italia, periodo in cui la città di Bologna si caratterizzò per l'insicurezza e la violenza dovuta all'attività di questi gruppi criminali. In particolare si fece notare Pietro Ceneri, giovane guida della Balla di Piazza, il più influente tra questi gruppi criminali.
Il culmine dell'attività criminale delle balle arrivò il 30 ottobre 1861, durante la notte vennero uccisi due funzionari di polizia, inviati da Milano appositamente per riprendere il controllo dell'ordine pubblico in città. Si tratta del vice questore Antonio Grasselli e dell'ispettore Fumagalli. La reazione del neonato Regno d'Italia non si fece attendere e venne inviato in città un funzionario di esperienza, il questore Felice Pinna, con l'ordine di risolvere la situazione.
Nel 1864 ebbe inizio un processo, che lo scrittore Carlo Lucarelli descrive come il primo maxiprocesso d'Italia. Il processo ebbe luogo a Palazzo d'Accursio, in quanto il tribunale della città non possedeva un'aula in grado di ospitare oltre 110 imputati.
Pietro Ceneri venne condannato all'ergastolo, ma fuggì pochi anni dopo in modo rocambolesco verso il Sud America, grazie all'aiuto di un ex ufficiale garibaldino.

## Nella letteratura
La Causa Lunga e la banda di Ceneri vengono menzionate ne Il diavolo al Pontelungo di Riccardo Bacchelli.